# ناو سهراب
یواس‌اس گوردیوس (ای‌آرال-۳۶) (به انگلیسی: USS Gordius (ARL-36)) یک کشتی بود که طول آن ۳۲۸ فوت (۱۰۰ متر) بود. این کشتی در سال ۱۹۴۵ ساخته شد.